# Wręg

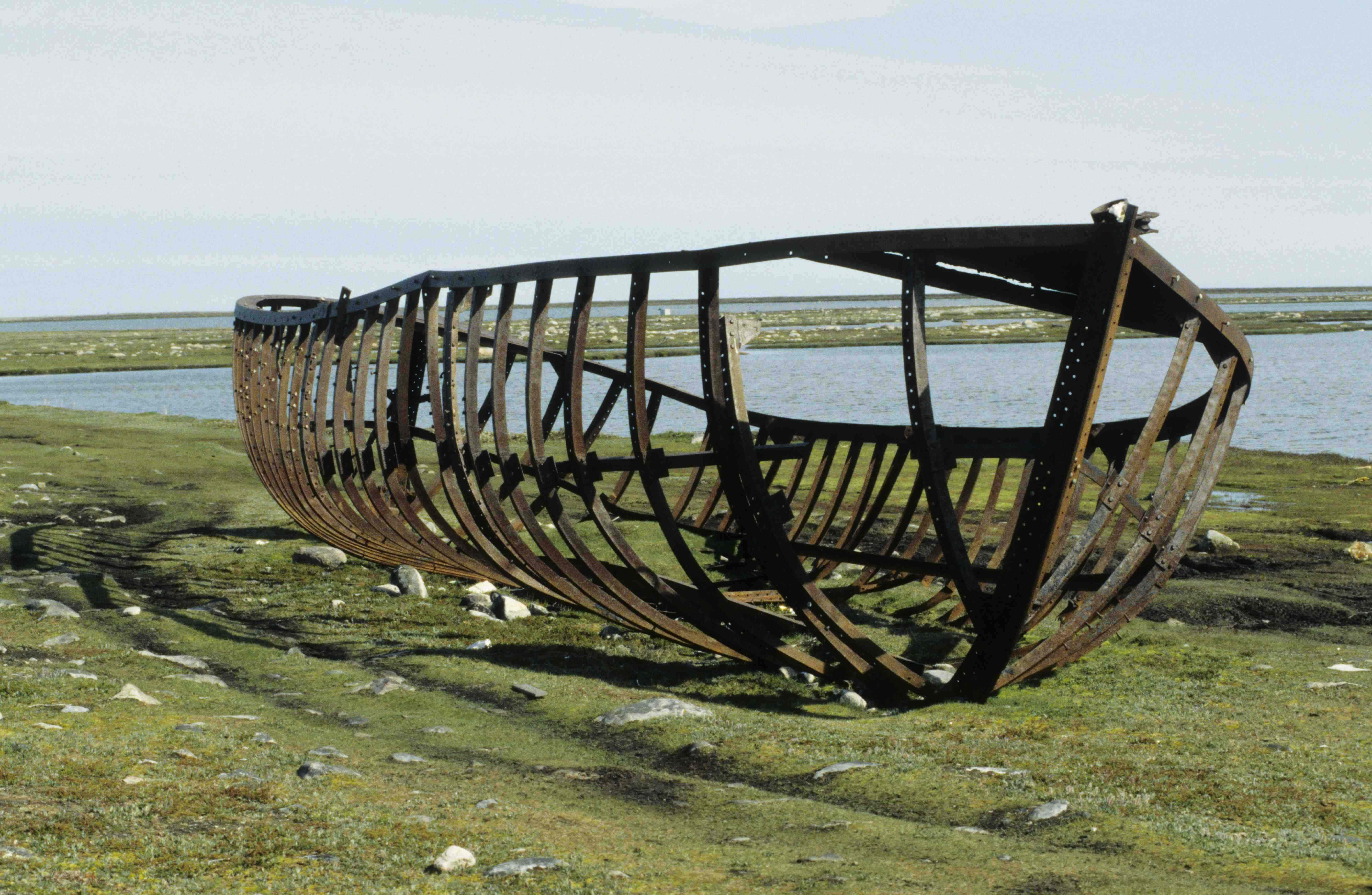
Wręgi tworzące szkielet łodzi

Wręg albo wręga – podstawowy poprzeczny element szkieletu statku o tradycyjnej (drewnianej lub stalowej) konstrukcji. Obecnie spotykany głównie w klasycznych jachtach drewnianych o konwencjonalnym poszyciu (karawelowym, zakładkowym lub słomkowym). Wręg jest drewnianym (czasem wzmacnianym przez stalowe okucie) elementem o relatywnie niewielkim przekroju, o krzywiźnie dopasowanej do wewnętrznej powierzchni kadłuba. Wręg może być od dołu połączony z dennikiem, a od góry z pokładnikiem, tworząc ramę wręgową usztywniającą kadłub. Jeśli rama wręgowa jest poszyta, np. sklejką lub klepkami tworzącymi jednolitą tarczę, nazywamy ją grodzią konstrukcyjną. Pozostałe wręgi, łączące się tylko ze stępką i wzdłużnikiem pokładowym, spełniają głównie rolę ściągającą i formującą dla klepek poszycia (zapobiegając ich rozchodzeniu się pod wpływem sił poprzecznych).
W tradycyjnym szkutnictwie rozróżnia się wręgi wyrośnięte (wycinane z tzw. krzywulców zgodnie z układem słojów drewna) i gięte (parowane, wyginane na gorąco z odpowiednich listew). Z powodu trudnej dostępności wysokiej jakości drewna szkutniczego od dawna stosuje się też wręgi klejone z warstw. Ramy wręgowe są zawsze wbudowywane w szkielet przed kładzeniem poszycia. Pozostałe wręgi mogą być wginane i mocowane do poszycia już po jego położeniu. Zależne to jest jednak od wielkości kadłuba i przyjętych założeń technologicznych. Klasycznym materiałem na wręgi był dąb, dużo rzadziej stosowano sosnę. W tradycyjnych kadłubach stalowych wręgi były spawane z odpowiednio wygiętych kątowników.
We współczesnych konstrukcjach jachtów klasyczne wręgi są praktycznie niespotykane. Stosuje się je czasem jako usztywnienie kadłubów stalowych lub sklejkowych albo miejscowe wzmocnienie kadłubów kompozytowych w miejscach koncentracji naprężeń. Rolę ram wręgowych spełniają sklejkowe lub laminatowe grodzie, a sztywność kadłuba zapewniają wzdłużniki bądź kształtowniki kompozytowe o kształtach zależnych od przewidywanych kierunków naprężeń. Wręgi podobne do klasycznych są natomiast używane do celów głównie montażowych i formujących w takich technologiach jak "west" lub jednostkowych konstrukcjach przekładkowych (sandwich i one-off).
Wykres wręgów charakteryzujący kształt kadłuba statku nazywany jest owrężeniem.
Wręgi stosowane są także w konstrukcji statków powietrznych - mają one kształt okrągłego lub owalnego pierścienia (wykonanego z drewna lub metalu), który wzmacnia i usztywnia od wewnątrz kadłub samolotu lub śmigłowca.